# 株元英彰
株元 英彰（かぶもと ひであき、1989年4月27日 - ）は、日本の俳優・ 声優。福岡県出身。身長174cm。Apollo Bay所属。劇団プレステージ出身。

## 人物
デビューからは主にテレビや舞台等で俳優業をメインに活動していたが、2015年にスマートフォン用ゲーム「ドリフェス!」に主人公達のライバルユニット・KUROFUNEの黒石勇人役に抜擢、当時同じ事務所だった戸谷公人と2人で活動した。翌年テレビアニメ「ドリフェス!」にて黒石勇人役で声優としてもデビュー、現在は声優活動にも力を入れているほか、舞台や朗読劇にも参加している。
2020年3月31日、デビューから長年所属していたアミューズを退所し、翌・4月1日よりアミューズの関連会社である株式会社ライブ・ビューイング・ジャパンの芸能マネジメント部門Apollo Bayの所属となる。劇団プレステージもアミューズから独立。
2022年8月27日、劇団プレステージを卒業。
特技は涙を流すことと、サッカー。サッカーに関しては、クラブチームでの活動経験もあり、九州で4位に入ったほどの実力の持ち主。

## 出演

### テレビドラマ
- ブラッディ・マンデイ （2008年、TBS）
- 黄金の豚 第3話（2010年、日本テレビ）
- チーム・バチスタ3アリアドネの弾丸 第3話（2011年、フジテレビ）- 星拓也 役
- 黒い10人の黒木瞳III （2013年8月、NHK BSプレミアム）
- ディア・シスター 第1話（2014年10月16日、フジテレビ） - 健人 役
- 花咲舞が黙ってない 第7話（2015年8月19日、日本テレビ）
- オトナ女子 第3-5話（2015年10月29日 - 11月12日、フジテレビ）
- お義父さんと呼ばせて 第5話（2016年2月16日、フジテレビ） - 三木谷 役
- スーパーサラリーマン左江内氏 第1話（2017年1月14日、日本テレビ）
- バウンサー 第1・2話（2017年4月14日・21日、BSスカパー）
- リバース（2017年4月14日 - 6月16日、TBS）
- 人は見た目が100パーセント 第3話（2017年4月27日、フジテレビ）
- ウチの夫は仕事ができない 第1話（2017年7月8日、日本テレビ）
- アンナチュラル 第2話（2018年1月19日、TBS）
- 連続ドラマW「絶叫」第2話（2019年3月29日、WOWOW）
- 日本ボロ宿紀行 第10話（2019年3月31日、テレビ東京）
- わたし、定時で帰ります。 第3話（2019年4月30日、TBS）
- CODE1515 第10話（2020年9月28日、BSフジ） - 椿健太郎 役
- SUPER RICH 第10話（2021年12月16日、フジテレビ）

### 映画
- ボクたちの交換日記（2013年）
- 斉木楠雄のΨ難  （2017年10月21日公開、ソニー・ピクチャーズ エンタテインメント / アスミック・エース）
- シュウカツ4 二次面接『就職という名のゲーム２』（2020年7月24日、ノースシーケーワイ） - 正木郁、梅津瑞樹とトリプル主演

### バラエティ
- 美しい男性!（BSジャパン、2009年1月 - ）
- 銀の劇プレ（テレビ神奈川、2014年10月18日 - ）
- Ameba FRESH!「時限ドラマバラエティ ACTORS FRESH!」（2017年10月6日 - 2018年3月29日）
- Ameba FRESH!「生ドラマバラエティ ACTORS FRESH! -infinity ∞ story-」（2018年4月6日 - 7月5日）
- ご参考までに。２（日本テレビ、2018年7月9日）
- ご参考までに。３（日本テレビ、2018年10月15日）
- 夜な夜なバチェラー飯#8 （テレビ神奈川、2018年12月16日）
- ご参考までに。４（日本テレビ、2019年9月30日）
- るてんのんてる（読売テレビ、2023年5月26日）

### 舞台
- 劇団プレステージ
  - 劇団プレステージ 番外公演「サイキックフライト〜頑張る7人のエスパーとあと2、3人〜」（再演/2012年3月2日 - 6日）※正式入団前
  - 劇団プレステージ 第4回本公演「Have a good time?」（2012年8月17日 - 9月2日） - カホちん 役
  - 劇団プレステージ プリン爆弾 of Prestage Project 番外公演「んざんび君。」（2012年12月7日 - 9日）
  - 劇団プレステージ 第5回本公演「ゴーストレイト」（2013年4月19日 - 29日）
  - 劇団プレステージ PreFes パンティーストッキング of Prestage Project 番外公演「女戦」（2013年8月2日 - 11日）
  - 劇団プレステージ 第6回本公演「アウタースペース109」（2013年9月25日 - 10月6日）
  - 劇団プレステージ 第7回本公演「ボーンヘッド・ボーンヘッダー」（2014年4月18日 - 29日）
  - 劇団プレステージ 第8回本公演「ブラックパールが世界を動かす」（再演/2014年8月20日 - 31日） - 角ハイボール 役
  - 劇団プレステージ 第9回本公演「WORLD'S ENDのGIRL FRIEND」（2015年2月8日 - 22日）
  - 劇団プレステージ 番外公演「チェリーの木の下で-DT-MAX15'-」（2015年4月10日 - 19日）
  - 劇団プレステージ 第10回本公演「Have a good time?」（再演/2015年8月8日 - 9日・12日 - 23日） - コウ 役
  - 劇団プレステージ 番外公演「君のそばにいたいのに」（2016年2月12日 - 21日）
  - 劇団プレステージ 第11回本公演「リサウンド〜響奏曲」（2016年9月2日 - 18日） - 服部 役
  - 劇団プレステージ 第12回本公演「URA! URA! Booost」（2017年8月16日 - 27日） - タケノリ 役
  - 劇団プレステージ 第2回企画公演「僕を狂わす三億円」（2018年4月22日 - 29日） - 横村 役
  - 劇団プレステージ 第13回本公演「ディペンデントデイ〜7人の依存症〜」（2018年8月1日 - 12日） - 荒木大地 役
  - 劇団プレステージ 第14回本公演「終わり to はじまり」（2018年12月12日 - 23日） - 土門一 役
  - 劇団プレステージ 第15回本公演「大地からのレラ!」（2019年9月28日 - 10月6日） - 木之元、耕作 役
  - 劇団プレステージ 第16回本公演「浅草チャンバラ・メリーゴーランド」（2020年11月6日 - 10日） - 秋山 役
  - 劇団プレステージ 第17回本公演「Have a good time?」（再々演/2022年3月2日 - 7日） - コウ 役
  - 劇団プレステージ 第22回公演「シニタイ ウィズ ヴァンパイア」（2025年8月13日 - 17日〈予定〉、浅草九劇）[1]
- 株式会社アリー・エンターテイメント「いい日、僕なり」（2012年6月13日 - 18日、シアターグリーン BIG TREE THEATER）
- 舞台「私のホストちゃん〜血闘!福岡中洲編〜」（2014年12月5日 - 14日、日本青年館 大ホール）
- 30-DELUX スペシャルアクトステージ「GAMEパニック【METORO】」（2018年）
- 歴タメLive～歴史好きのエンターテイナー大集合！～第3弾 （2018年9月8日 - 9日、EXシアター六本木）
- 歴タメLIVE第3弾プレミアム上映会トークイベント（2018年）
- 歴タメLive～歴史好きのエンターテイナー大集合！～第4弾 （2019年3月15日 - 17日、EXシアター六本木）
- 「LOOSER〜失い続けてしまうアルバム〜」（東京公演：2019年6月6日 - 9日、ステラボール / 大阪公演：15・16日、森ノ宮ピロティホール） ※2004年の舞台の2019年版
- サラリーマン7～ネクタイと二つ返事が首絞める～（2019年7月25日 - 28日、神保町花月）
- ポンコツ武将列伝～隣の城のアイツ～（2020年3月11日 - 15日、CBGKシブゲキ!!） - 蒲生氏郷 役 ※新型コロナウイルス感染拡大を防ぐ為公演中止
- 紫猫のギリ（2020年5月27日 - 6月7日・12日 - 14日） - ギリ 役 ※新型コロナウイルス感染拡大を防ぐ為公演中止
- 配信朗読劇「Candle Story」（2020年12月16日・19日、無観客生配信） - 純平 役
- 流星セブン～暁の操り人～（大阪公演：2021年5月21日・22日、WWホール / 東京公演：5月27日 - 30日、大和田さくらホール） - 山城長明 役
- READPIA朗読劇「風の聲 ～妖怪大戦争 外伝～」（2021年7月3日 - 4日、ところざわサクラタウン ジャパンパビリオン ホールA）、（2021年8月6日 - 9月5日・オンライン配信） - 新田千拓 役
- 朗読劇「トップスまで、あと5秒！」（2021年9月4日・5日、新宿シアタートップス） - 男1 役
- RISU PRODUCE「シロとクロの境界線」 （2021年10月27日 - 31日、赤坂RED/THEATER）、（2021年11月3日 - 11月22日、オンライン配信） - 橋本検察官 役
- 結－ＭＵＳＵＢＩ－（2022年2月4日 - 6日、渋谷区文化総合センター大和田 さくらホール） - 長男・雅ノ國 役[2]
- リーディングドラマ「幽霊ハウス」（2022年4月6日 - 10日、新宿村LIVE）
- 舞台「SHAPE」（東京公演：2022年6月15日 - 20日、新宿シアターモリエール） - 津田ゆうじ 役[3]
- ROOTERS〜応援者たち〜（東京公演：2022年7月6日 - 10日 9日、シアターウエスト / 広島公演：7月14日、広島市南区民センター）[4][5] ※新型コロナウイルス感染拡大を防ぐ為公演中止
- 朗読劇「なななななな」（2022年7月27日 - 31日、シアターサンモール） - 本田先生 役
- -The Super Reading Show- 紅茶王子（2022年9月24日・9月25日、日本青年館ホール） - 内山美佳 役[6]
- 大阪城天守閣復興90周年記念事業大阪城夢祭「結 －MUSUBI－」（2022年10月15日 - 23日、楽市楽座亭） - 長男・雅ノ國 役
- 舞台「新選組始末記」（2022年11月11日 - 20日、ヒューリックホール東京） - 大久保利通 役[7]
- マーダーミステリー即興劇「ブラックナイトスレイヴ the stage ～全員残業と殺人事件～」（2023年2月8日、オンライン配信） - 新人 役
- 月の終わりと始まりはシアター#1「5月の忘れ残し」（2023年5月31日 - 6月3日、at THEATRE）
- ストスパ4th「エゴイズムでつくる本当の弟」（2023年7月19日 - 7月23日、小劇場B1）、（2023年7月23日17:00 - 8月20日21:00、オンライン配信） - 青嶋ユウスケ 役
- ティアムーン帝国物語〜断頭台（ギロチン）姫on the stage〜（2023年11月9日 - 16日、飛行船シアター）、（2023年11月16日16:00 - 11月23日(木)23:59、オンライン配信） - ルードヴィッヒ 役
- 朗読劇「ネコたん！弐 ぷらす 〜猫町怪異奇譚〜」仮面遊戯殺猫事件（2025年6月19日〈予定〉、あうるすぽっと） - 阿修羅飄 役[8][9]

### イベント
- 劇団プレステージ
  - 劇的に!マザー牧場で動物と劇プレに触れ合おうツアー（2012年10月6日）
  - 劇・プレ博2013〜初春の広報戦略〜（2013年3月20日、新宿ロフトプラスワン）
  - Prestage Party in PONGI（2014年2月16日、アミューズミュージカルシアター）
  - 劇・プレ博2015〜初夏の広報戦略〜（2015年7月5日、J-SQUARE SHINAGAWA）
  - Prestage Party at PIT〜てんやわんやの大感謝祭〜（2015年11月3日、豊洲PIT）
  - 劇団プレステージ フレッシュマンへの挑戦状〜大阪の陣〜（2016年7月31日、森ノ宮ピロティホールサブホール）
  - 劇団プレステージ フレッシュマンへの挑戦状〜東京の陣〜（2016年8月11日、恵比寿ザ・ガーデンホール）
  - Prestage Party at 赤坂プリッツ ～真夏のオールスター大感謝祭～（2017年7月16日 - 17日、赤坂BLITZ）
  - ミミーの日だからおごってよ2018 （2018年4月1日、ユーロライブ）
  - 夏だ!千本だ!劇プレだ!ファミマー大感謝祭!!〜卒業式と始業式〜（2022年8月27日、千本桜ホール）

- 風が強く吹いている
  - 先行上映イベント（2018年9月23日 TOHOシネマズ日比谷）
  - スペシャルイベント「寛政大学陸上競技部後援会感謝デー」（2018年4月7日 よみうりホール）

- BLACK FESTIVAL（2022年3月26日、立川ステージガーデン）

### ライブ
- ドリフェス! presents『BATTLE LIVE KUROFUNE vs DearDream』（2018年2月3日 - 4日、なかのZERO 大ホール）
- ドリフェス! Presents FINAL STAGE at NIPPON BUDOKAN『ALL FOR TOMORROW!!!!!!!』（2018年10月20日 - 21日、日本武道館）

### PV
- スキマスイッチ 「アイスクリーム シンドローム」
- スキマスイッチ「Hello Especially」

### テレビアニメ
- ドリフェス!（2016年） - 黒石勇人 役
- ドリフェス!R（2017年） - 黒石勇人 役
- 働くお兄さん!（2018年） - オラ浦先輩 役
- プラネット・ウィズ（2018年） - 生徒② 役
- 風が強く吹いている（2018年 - 2019年） - ムサ・カマラ 役[10]
- ポチっと発明 ピカちんキット（2019年 - 2020年） - ノットリガー 役
- 厨病激発ボーイ（2019年） - 中村和博 役[11]
- LALALACOCO（2020年） - チャイ 役[12]
- ハイキュー!! TO THE TOP（2020年） - 宮 治 役[13]
- デカダンス（2020年） - オペレーターC、バグサイボーグA 役
- 最響カミズモード!（2020年） - ビューガ 役
- もののがたり（2023年） - 筵 役
- 六道の悪女たち（2023年） - 飯沼の後輩2 役
- ワンルーム、日当たり普通、天使つき。（2024年） - 生徒C 役
- ささやくように恋を唄う（2024年） - ライブ観客 役

### ゲーム
2010年代
- ライブリズムアプリ『ドリフェス!/ドリフェス!R』（2016年 - 2018年、黒石勇人）
- データカードダス 『ドリフェス!/ドリフェス!R』（2016年 - 2018年、黒石勇人）
- プレカトゥスの天秤（2018年 - 2020年、ケヴィン・ウィルコックス）
- ブラックスター -Theater Starless-（2019年、玻璃）

2020年代
- キングダムオブヒーロー（2020年、ベルフェゴール）
- モンスターストライク（2020年 - 2023年、ニャルラトホテプ、イクシャーベ、カウシーディヤ）
- ぷよぷよ!!クエスト（2020年、宮治）
- 共闘ことばRPG コトダマン（2021年、宮治）

### アプリ
- KISSMILLe-100シーンの恋チャット小説-「#100キス」（2021年）
- KISSMILLe「眠らぬ街のシンデレラ Secret Night-LOVE TRIANGLE-」（2021年） - 北大路皐月 役

### ラジオ
- 厨病激発ラジオ（2019年、音泉）[21]
- コミュニティFM 渋谷のラジオ「渋谷のラジオの学校」

### その他
- J1第14節ヴァンフォーレ甲府vs柏レイソル戦エキシビジョンマッチ SWERVES（2014年5月17日、山梨中銀スタジアム）
- FIGHTINGHERO FCMEN JAPANチャリティーマッチ Love Me JAPAN（2015年9月21日、横浜スタジアム）
- VICTORAIL vs ペスカドーラ町田オフィシャルスポンサーチームスペシャルマッチ（2015年9月27日）
- WEAVER Billbord LIVE 2019～物語の夜～（2019年11月29日 大阪・12月2日 東京）

## ディスコグラフィ

### CD
- KUROFUNE「ARRIVAL -KUROFUNE Sail Away-」（2016年11月23日発売）
- KUROFUNE 1st ミニアルバム「FACE 2 FAITH」（2017年7月26日発売）
- DearDream＆KUROFUNE「ALL FOR SMILE!」（2017年10月25日発売）
- KUROFUNE「Future Voyager」（2017年11月22日発売）
- DearDream＆KUROFUNE「SHUFFLE LIVE 01」（2018年1月31日発売）
- KUROFUNE 「OVER THE SEVEN SEAS」（2018年7月25日発売）

### 配信シングル
- 株元英彰・堀越せな with DJ KAMMYと神音隊「カ！カ！カ！カミズモード！」（「最響カミズモード!」OPテーマ）

### 未発売楽曲
- 株元英彰・堀越せな with DJ KAMMYと神音隊「笑顔でBYE！～カミズモ音頭～」（「最響カミズモード!」EDテーマ）

### BD・DVD
- 「Documentary of DF Project」（2017年4月26日）
- アニメ「ドリフェス！」vol.1～6
- アニメ「ドリフェス！R」vol.1～4
- 「DearDream 1st LIVE 「Real Dream」 LIVE BD」（2018年2月21日）
- BATTLE LIVE KUROFUNE vs DearDream LIVE BD （2018年9月12日）
- DearDream 1st LIVE TOUR 2018「ユメノコドウ」LIVE BD （2018年10月17日）
- アニメ「風が強く吹いている」vol.1〜9
- アニメ「ハイキュー!! TO THE TOP」vol.1～